# Ulrich Manz
Ulrich L. Manz  (* 23. Oktober 1943 in Lauenburg in Pommern; † 7. Januar 2019 in Frankfurt am Main) war ein deutscher Journalist.

## Biografie
Manz wuchs ab 1945, nach der Flucht aus Pommern mit seiner Mutter und zwei älteren Geschwistern, in Delmenhorst auf. Er absolvierte eine Ausbildung als Journalist. Als Volontär und Redakteur war er von 1967 bis 1970 beim Weser-Kurier in Bremen tätig. 
1969 recherchierte Manz in der sogenannten Baulandaffäre. Am 24. Juni 1969 veröffentlichte er im Weser-Kurier einen Artikel zur Verbreiterung der Bundesautobahn 27. Er erwähnte dabei zweifelhafte Provisionszahlungen an den Grundstücksmakler Wilhelm Lohmann beim Kauf von Grundstücken. Das löste den Baulandskandal aus.

Lohmann war mit dem SPD-Fraktionsvorsitzenden, zugleich Vorsitzenden des DGBs in Bremen und Aufsichtsratsvorsitzender des Wohnungsunternehmens Gewoba Richard Boljahn befreundet. 1964 hatte Lohmann große Flächen im Blockland gekauft, teils im Auftrag der städtischen Grundstücksgesellschaft Weser. 1966 stellte Boljahn dem Vorstand der Wohnungsbaugesellschaft Gewoba, seit 1956 Tochterunternehmen des DGB-Unternehmens Neuen Heimat, erste Pläne für eine  Großwohnsiedlung Hollerstadt vor. Die Grundstücke wurden 1967 von der Neuen Heimat übernommen. Die Pläne wurden 1969 von der SPD nicht getragen. Boljahn wehrte sich gegen die Vorwürfe, musste jedoch am 7. Juli, nach einer Aufforderung durch die SPD, zurücktreten. Auch Bausenator Wilhelm Blase (SPD) trat deshalb im Juli 1969 zurück. Am 9. Juli wurde von der Bremischen Bürgerschaft ein Untersuchungsausschuss eingesetzt. Manz war dabei ein wichtiger Zeuge.
Manz schrieb ab 1970 beim Kölner Stadt-Anzeiger. Er war von 1972 bis 1983 Reporter und Moderator beim Hessischen Rundfunk. Von 1983 bis 1996 wirkte er für das Nachrichtenmagazin Der Spiegel und war 1985 für die Zeitung in der Jury zum Bremer Fernsehpreis. Von 1996 bis 2001 lebte er mit seiner zweiten Frau Delia Dornier-Schlörb in Israel und er berichtete von dieser Zeit. Bis 2003 baute er dann beim Hessischen Rundfunk in Frankfurt die Radiosendung Der Tag auf. Danach war er von 2003 bis 2008 Kommunikationschef bei der Deutschen Flugsicherung in Langen (Hessen). Er wohnte zuletzt in Starnberg.

## Werke
- Das Jerusalem-Virus. Berichte aus einer Stadt, die das Denken verändert, Philo-Verlag, Berlin/Wien 2004, ISBN 3-86572-504-X.

## Ehrungen, Auszeichnungen
- 1969: Wächterpreis der deutschen Tagespresse, Berichterstattung über den Bremer Baulandskandal im Weser-Kurier.[2]